# 卡拉-庫利湖 (韃靼斯坦共和國)
56°22′22.02″N 50°10′45.39″E / 56.3727833°N 50.1792750°E

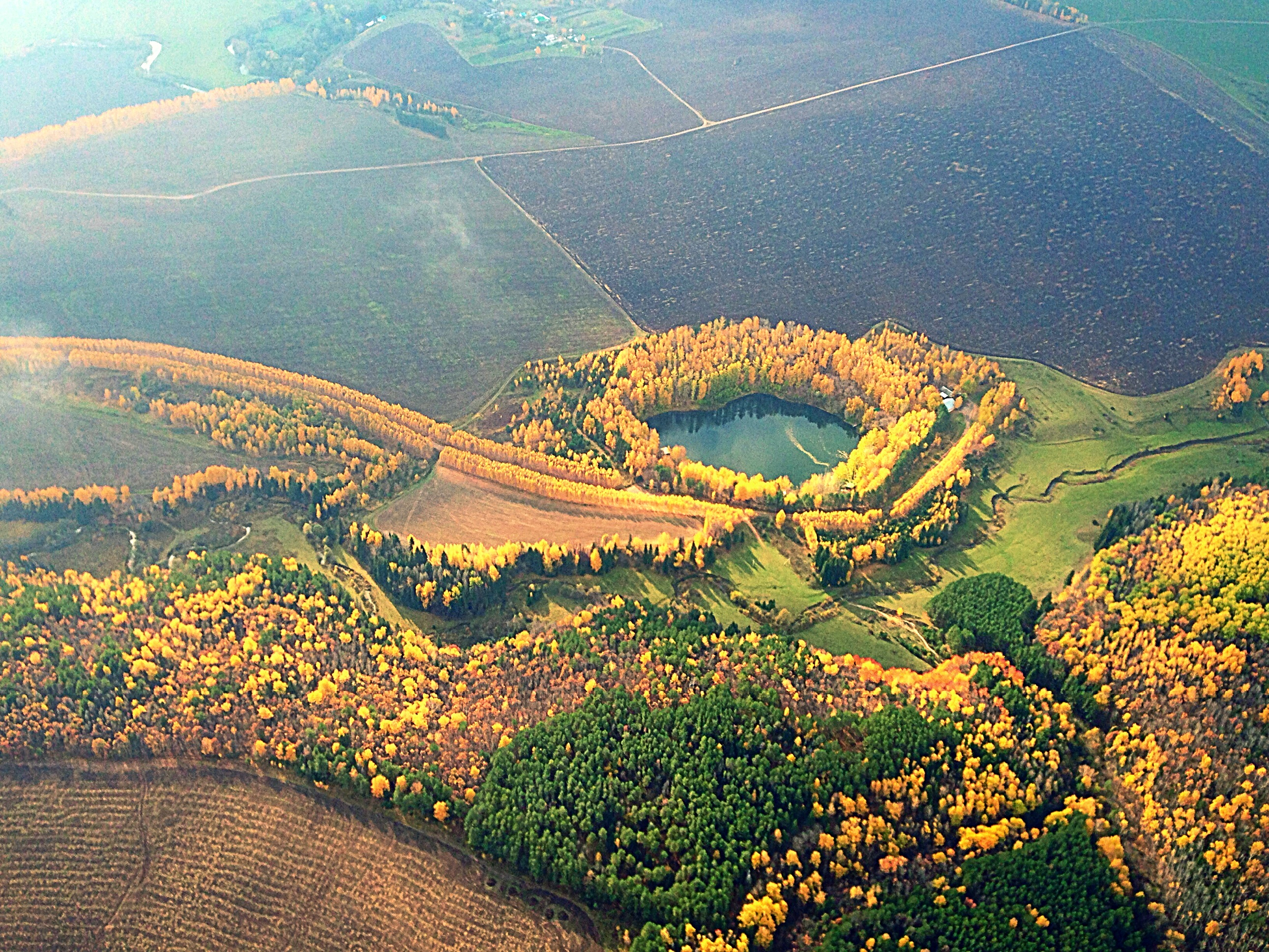

卡拉-庫利湖（俄语：Кара-Куль），是俄羅斯的湖泊，位於該國西部韃靼斯坦共和國，由巴爾塔西區負責管轄，長0.2公里、寬0.13公里，面積0.016平方公里，海拔高度97米，平均水深8米，最大水深18米。